# José Alvarado Aquino
José Alvarado Aquino est un ancien arbitre salvadorien de football des années 1990.

## Carrière
Il a officié dans une compétition majeure : 
- Gold Cup 1993 (1 match)